# Liste von Persönlichkeiten der Stadt Mykolajiw
Die folgende Liste enthält Personen, die in Mykolajiw geboren wurden sowie solche, die zeitweise dort gelebt und gewirkt haben, jeweils chronologisch aufgelistet nach dem Geburtsjahr. Die Liste erhebt keinen Anspruch auf Vollständigkeit.

## In Mykolajiw geborene Persönlichkeiten

### Bis 1900
- Alexander Podschio (1798–1873), russischer Schriftsteller und Dekabrist
- Gottlieb Friedrich Alexandrowitsch von Glasenapp (1811–1892), russischer Admiral, Militärgouverneur von Mykolaiv
- Roman Kusmin (1811–1867), russischer Architekt
- Samuel Greigh (1827–1887), Staatsmann
- Viktor Knorre (1840–1919), russischer Astronom deutscher Abstammung
- Eugen Karl von Knorre (1848–1917), Bauingenieur
- Stepan Makarow (1849–1904), russischer Admiral, Ozeanograph, Polarforscher und Schriftsteller
- Mykola Zytowytsch (1861–1919), ukrainischer Jurist, Wirtschaftswissenschaftler, Professor und Universitätsrektor
- David Aizman (1869–1922), russischer Schriftsteller und Dramatiker
- Polyxena Schischkina-Jawein (1875–1947), russisch-sowjetische Ärztin und Suffragette
- Dimitrij von Prokofieff (1879–1950), russisch-deutscher Maler
- Georgi Brussilow (1884–1914), russischer Marineoffizier und Polarforscher
- Nathalie Lissenko (1884–1969), russische Schauspielerin
- Lillian Rosanoff Lieber (1886–1986), Mathematikerin, Autorin und Hochschullehrerin
- Moissei Charitonow (1887–1948), sowjetischer Politiker
- Alexander Schaichet (1887–1964), Schweizer Violinist, Bratschist und Dirigent
- David Idelson (1891–1954), israelischer Reformpädagoge
- Iwan Kodazki (1893–1937), sowjetischer Staatsmann und Funktionär der KPdSU
- Maria Orska (1893–1930), Schauspielerin
- Olga Kudrjawzewa (1896–1964), Bildhauerin und Hochschullehrerin
- Arkadi Schaichet (1898–1959), sowjetischer Fotograf
- Gregory Breit (1899–1981), US-amerikanischer Physiker

### 1900–1950
- Sy Bartlett (1900–1978), US-amerikanischer Drehbuchautor und Filmproduzent
- Menachem Mendel Schneerson (1902–1994), Rebbe der Chabad-Bewegung
- A. Bernard Deacon (1903–1927), englischer Anthropologe
- Michail Wolobujew (1903–1972), Ökonom
- Art Hodes (1904–1993), Jazzmusiker
- Boris Brainin (1905–1996), österreichischer Dichter, Satiriker, Übersetzer
- Wladimir Bron (1909–1985), russischer Schachkomponist
- Ossip K. Flechtheim (1909–1998), deutscher Politikwissenschaftler und Zukunftsforscher
- Hans Werner Lissmann (1909–1995), russisch-deutsch-britischer Zoologe
- Paul A. Baran (1910–1964), US-amerikanischer Ökonom
- Leonid Wyscheslawskyj (1914–2002), Schriftsteller und Literaturkritiker
- Anna Lissjanskaja (1917–1999), russisch-ukrainische Schauspielerin
- Kira Sworykina (1919–2014), sowjetische Schachspielerin
- Wiktor Iwanow (* 1921), ukrainischer Schiffbauingenieur
- Juri Nossenko (1927–2008), sowjetischer Agent
- Wladimir Tschernawin (1928–2023), sowjetisch-russischer Flottenadmiral
- Klym Tschurjumow (1937–2016), Astronom und Kinderbuchautor
- Swetlana Daniltschenko (1938–2008), Schauspielerin
- Valerius Geist (1938–2021), Biologe, Umweltwissenschaftler

### 1951–2000
- Swetlana Mengel (* 1954), Slawistin
- Alexander Kletsel (* 1959), ukrainisch-deutscher Gynäkologe und Geburtshelfer
- Igor Lifanow (* 1965), russischer Schauspieler
- Hennadij Subko (* 1967), Politiker
- Serhij But (* 1969), Freestyle-Skier
- Ilarij (1969–2018), orthodoxer Erzbischof
- Switlana Kysseljowa (* 1971), Dressurreiterin
- Irena Kogan (* 1973), israelische Soziologin
- Natalija Scherstnewa (* 1973), Freestyle-Skierin
- Oksana Zyhuljowa (* 1973), Trampolinturnerin
- Mychajlo Chalilow (* 1975), Radrennfahrer
- Olena Mowtschan (* 1976), Trampolinturnerin
- Oleh Maschkin (* 1979), Amateurboxer
- Mykola Babytsch (* 1980), Beachvolleyballspieler
- Mychailo Fomin (* 1981), Bergsteiger
- Iryna Syssojenko (* 1982), Juristin und Politikerin
- Ihor Ischutko (* 1983), Freestyle-Skier
- Oleksandr Prokudin (* 1983), Politiker, Beamter und Polizist
- Oleksandr Kljutschko (* 1984), Boxer
- Katerina Rohonyan (* 1984), Schachspielerin
- Saşa Yunisoğlu (* 1985), aserbaidschanisch-ukrainischer Fußballspieler
- Witalij Buz (* 1986), Radrennfahrer
- Olena Fedorowa (* 1986), Wasserspringerin
- Olha Romanowska (* 1986), Sängerin, Moderatorin und Modedesignerin
- Olha Wolkowa (* 1986), Freestyle-Skierin
- Olena Chomrowa (* 1987), Säbelfechterin und Olympiasiegerin
- Nikita Rukavytsya (* 1987), australischer Fußballspieler
- Olena Burjak (* 1988), Ruderin
- Illja Kwascha (* 1988), Wasserspringer
- Evgenija Shmirina (* 1989), deutsch-ukrainische Schachspielerin
- Olha Charlan (* 1990), Säbelfechterin und Olympiasiegerin
- Nikolai Jakuschow (* 1990), russischer Biathlet
- Oksana Okunjewa (* 1990), Hochspringerin
- Julija Kasarinowa (* 1992), Badmintonspielerin
- Oleh Kolodij (* 1993), Wasserspringer
- Kateryna Koslowa (* 1994), Tennisspielerin
- Wladlen Jurtschenko (* 1994), Fußballspieler
- Julija Tschumatschenko (* 1994), Hochspringerin

### Ab 2001
- Natalia Grace (* 2003), Kleinwüchsige
- Oleksij Sereda (* 2005), Wasserspringer